# Partit Estatal Reformat
Partit Estatal Reformat (neerlandès Hervormd Gereformeerde Staatspartij, HGS) fou un partit polític neerlandès fundat el 1921 com a escissió de la Unió Cristiana Històrica. El seu nom, difícil de traduir, fa referència a les dues tendències de l'Església Reformada Neerlandesa, i aparegué per l'oposició dels protestants ortodoxos a l'aixecament de la prohibició de les processions catòliques al nord del país.
El seu cap era el ministre Caspar Lingbeek, qui a les eleccions legislatives neerlandeses de 1925 ja va obtenir un escó, i participà de les turbulències polítiques provocades durant el mandat del primer ministre Charles Ruijs de Beerenbrouck quan decidiren restablir representació neerlandesa a la Santa Seu. A les eleccions de 1929 va mantenir el seu escó, igual que a les de 1933, però fou aïllat de les altres forces polítiques. Degut a les crides d'Hendrickus Colijn a la unitat política protestant per a acabar amb la crisi econòmica i al sorgiment del NSB a les eleccions de 1937 va perdre la representació. A les eleccions de 1946 tampoc va assolir representació, i es va mantenir com a club d'estudi fins a mitjans dels 1980.